# Виноделие в Швейцарии
Виноделие в Швейцарии. Общая площадь виноградников Швейцарии составляет примерно 15 тысяч гектаров. Преимущественно вина производятся на западе и юге страны.
В соответствии с данными Министерства сельского хозяйства страны в 2009 году в Швейцарии было произведено 1,1 млн гектолитров вина, из которых 527 тысяч гектолитров — белые, 587 тысяч гектолитров — красные.  Практически всё производимое вино потребляется внутри страны — на экспорт (в основном в Германию) уходит не более 2 % производимого вина.

## История виноделия
Виноградарство и виноделие на территории современной Швейцарии началось ещё в эпоху Римской империи.
Первые керамические бутылки были найдены археологами на территории кантона Вале в могиле кельтской женщины, относящейся ко 2 веку до нашей эры. Такие же веретенообразные бутылки были распространены в кельтских хозяйствах северной Италии, и надписи на бутылках свидетельствовали о наличии в них вина. В римскую эпоху для хранения вина использовались амфоры.

## Кантон Валле
В кантоне Валле производят большую долю всех вин Швейцарии . Именно здесь расположены самые высокогорные виноградники Европы — между 650 и 1100 метрами над уровнем моря. Географическое положение и благоприятный мягкий климат с его жарким и длинным летом, а также теплой осенью, сделали этот кантон прекрасным местом для виноградарства и виноделия. Альпийские горы защищают виноградники от ветров и высокой влажности. Умеренные дожди вполне удовлетворяют потребность виноградной лозы в воде. Богатый состав почвы в этой местности также благоприятствует выращиванию винограда.
Традиционно в Валле виноград культивируют мелкие семейные хозяйства, которых насчитывается более 22 тысяч, а перерабатывают урожай крупные кооперативы.
Виноградники в кантоне расположены на 5200 гектарах земли, где насчитывается около 50 различных сортов винограда. Самые распространенные из них — это Пино-нуар, Шасла и Гаме — они занимают 85 % всех виноградников. На сорт Шасла приходится около 30 % от всего выращиваемого здесь винограда. Из него производят знаменитое белое вино Fendant (Фандан). Красные вина делают в основном из сортов Пино-нуар и Гаме.
Также довольно распространенные сорта в Валле это Сильванер, Мускат, Шардоне, Мерло, Шираз, Эрмитаж,  Корналин (он же Умань Руж).

В кантоне Валле выращивают десертные сорта винограда для производства сладких белых десертных вин с насыщенным и богатым вкусом и ароматом. Немногие виноградарские регионы Европы могут похвастаться условиями для выращивания такого винограда.

## Основные регионы виноделия
- Вале
- Женева
- Тичино
- Во
- Невшатель

## Культивируемые сорта винограда
Белые сорта:
- Шасла[англ.]
- Сильванер
- Мюллер-Тургау
- Рислинг
- Пино гри
- Шардоне

Красные сорта:
- Пино нуар
- Мерло
- Мальбек

## Национальная классификация вин
В Швейцарии нет своей строгой, законодательно закреплённой системы классификации вин. Поскольку Швейцария не является членом Европейского союза, она не обязана выполнять и требования ЕС, касающиеся винного производства и продукции. В разное время в разных кантонах использовалась и используется немецкая классификация вин или французская система Appellation d'origine contrôlée, последняя преимущественно во франкоязычных кантонах.